# Cecil Sandford
Cecil Charles Sandford (* 21. Februar 1928 in Blockley, Cotswold, Gloucestershire; † 28. November 2023) war ein britischer Motorradrennfahrer.
In seiner Karriere konnte Sandford zweimal Motorrad-Weltmeister werden und zweimal die Tourist Trophy gewinnen.

## Karriere
Cecil Sandford begann seine Karriere bei Grasbahnrennen in seiner englischen Heimat.
Zur Saison 1950 wurde ihm ein Platz im Werksteam des englischen Motorradherstellers A.J.S., an der Seite des amtierenden 500-cm³-Weltmeisters Leslie Graham angeboten. Sandford debütierte mit einem fünften Platz beim Ulster Grand Prix in der 350-cm³-Klasse in der Motorrad-Weltmeisterschaft. 1951 startete er auf Velocette in den Klassen bis 250 und bis 350 cm³.
Zur Saison 1952 wechselte Cecil Sandford, wie auch Leslie Graham, ins Team des italienischen Herstellers MV Agusta, für die er in der 125-cm³-Klasse antrat. Sandford gewann drei der sechs ausgetragenen Rennen und erreichte zwei dritte Plätze. Damit wurde er überlegen vor dem Italiener Carlo Ubbiali Weltmeister und bescherte MV Agusta den ersten von bis heute 38 Fahrer-WM-Titeln.
1953 schaffte es Sandford nicht, seinen WM-Titel zu verteidigen. Hinter dem Deutschen Werner Haas auf NSU wurde er Vizeweltmeister der 125er-Klasse.
Nach einem achten Platz 1954 in der 125-cm³-WM wechselte Cecil Sandford zur Saison 1955 zu Moto Guzzi, für die er bei den 250ern den dritten und bei den 350ern den fünften Rang in der Weltmeisterschaft einfuhr. 1956 ging er auf F.B Mondial und im DKW-Werksteam an der Seite von August Hobl, Karl Hofmann und Hans Bartl an den Start.
In der Saison 1957 konnte Cecil Sandford dann seinen zweiten WM-Titel gewinnen. Er siegte bei der Tourist Trophy auf der Isle of Man sowie beim Ulster Grand Prix in Nordirland und gewann den 250-cm³-Titel überlegen vor seinem Mondial-Markenkollegen Tarquinio Provini. Wegen der steigenden Kosten zogen sich am Ende der Saison 1957 F.B Mondial und einige andere italienische Hersteller aus der Weltmeisterschaft zurück, deshalb entschied sich auch Cecil Sandford dazu, seine Karriere am Saisonende zu beenden.
Ende November 2023 starb Sandford im Alter von 95 Jahren.

## Statistik

### Erfolge
- 1952 – 125-cm³-Weltmeister auf MV Agusta
- 1957 – 250-cm³-Weltmeister auf F.B Mondial
- 5 Grand-Prix-Siege
- 2 Ulster-Grand-Prix-Siege

### Isle-of-Man-TT-Siege
| Jahr | Klasse                      | Maschine    | Durchschnittsgeschwindigkeit |
| ---- | --------------------------- | ----------- | ---------------------------- |
| 1952 | Ultra Lightweight (125 cm³) | MV Agusta   | 75,54 mph (121,57 km/h)      |
| 1957 | Lightweight (250 cm³)       | F.B Mondial | 75,81 mph (122 km/h)         |

### In der Motorrad-Weltmeisterschaft
| Saison | Klasse  | Ergebnis    | Maschine    | Siege |
| ------ | ------- | ----------- | ----------- | ----- |
| 1950   | 350 cm³ | 13.         | A.J.S.      | 0     |
| 1951   | 250 cm³ | 12.         | Velocette   | 0     |
| 1951   | 350 cm³ | 9.          | Velocette   | 0     |
| 1952   | 125 cm³ | Weltmeister | MV Agusta   | 3     |
| 1953   | 125 cm³ | 2.          | MV Agusta   | 0     |
| 1953   | 500 cm³ | 15.         | MV Agusta   | 0     |
| 1954   | 125 cm³ | 8.          | MV Agusta   | 0     |
| 1955   | 250 cm³ | 3.          | Moto Guzzi  | 0     |
| 1955   | 350 cm³ | 5.          | Moto Guzzi  | 0     |
| 1956   | 125 cm³ | 13.         | F.B Mondial | 0     |
| 1956   | 350 cm³ | 5.          | DKW         | 0     |
| 1957   | 125 cm³ | 6.          | F.B Mondial | 0     |
| 1957   | 250 cm³ | Weltmeister | F.B Mondial | 2     |

## Verweise